# Alianza Frigorífico Nacional
Alianza Frigorífico Nacional fue un club de fútbol peruano, ubicado en la ciudad del Callao, que participó en la Primera División del Perú a inicios de los años 1930.

## Historia
En 1929 un grupo de empleados del Frigorífico Nacional fundó un club deportivo llamado Centro Sportivo Frigorífico Nacional que tuvo como presidente a Billy Fry Valle Riestra. A inicios del año siguiente ese club se fusionó con el club Atlético Alianza Callao (que militaba en la División Intermedia) y surgió el Centro Deportivo Alianza Frigorífico Nacional.
Alianza Frigorífico Nacional en la División Intermedia 1930 logró de manera invicta el título del torneo y ascendió a Primera División. Al año siguiente terminó en tercer lugar en el torneo de 1931 además de lograr el campeonato de Reservas (con 27 puntos contra 23 de Alianza Lima).
En 1932, Alianza Frigorífico Nacional junto a otros equipos del Callao, abandonó la liga organizada por la Federación Peruana de Fútbol para participar en la nueva Liga Provincial del Callao. En ese torneo consigue el subcampeonato y al siguiente campeonato de la Liga Provincial del Callao, Alianza Frigorífico Nacional se consagra campeón. Finalmente en la temporada 1934, tras una mala campaña en el campeonato, termina último y perdió la categoría. Para el siguiente año, el club no se presentó en la Intermedia chalaca y finalmente desapareció.

## Datos del club
- Temporadas en Primera División: 1 (1931).
- Temporadas en División Intermedia: 1 (1930).

## Jugadores
- Marcos Huby.
- Valdivia.
- Guillermo Camero.
- Enrique Salas (futbolista).
- Ibáñez.
- Gamarra.
- Ernesto Niezen.
- Fermín Machado.
- Juan Rivero Villar.
- Humberto Horacio Ballesteros.
- Cautín.
- Jorge Chávez Boza.
- Baldovino.
- Botetano.
- Ballesteros.
- Gil.
- Monteblanco.
- Prada.
- Comena.

## Uniforme
| Titular 1 | Titular 2 | Titular 3 | Titular 4 | Titular 5 | Titular 6 | Titular 7 |

## Palmarés

### Torneos nacionales
- División Intermedia (1): 1930.
- Torneo de Reservas de Primera División (1): 1931.

### Torneos regionales
- Liga Provincial del Callao (1): 1933.
- Subcampeón de la Liga Provincial del Callao (1): 1932.

## Enlaces
- Alianza Frigorífico vs Alianza Lima
- Plantel Alianza Frigorífico
- Fotografía 1931
- Fotografía 1933
- Fotografía 1934

- Datos: Q5668520